# همسان‌کامی (زیست‌شناسی)

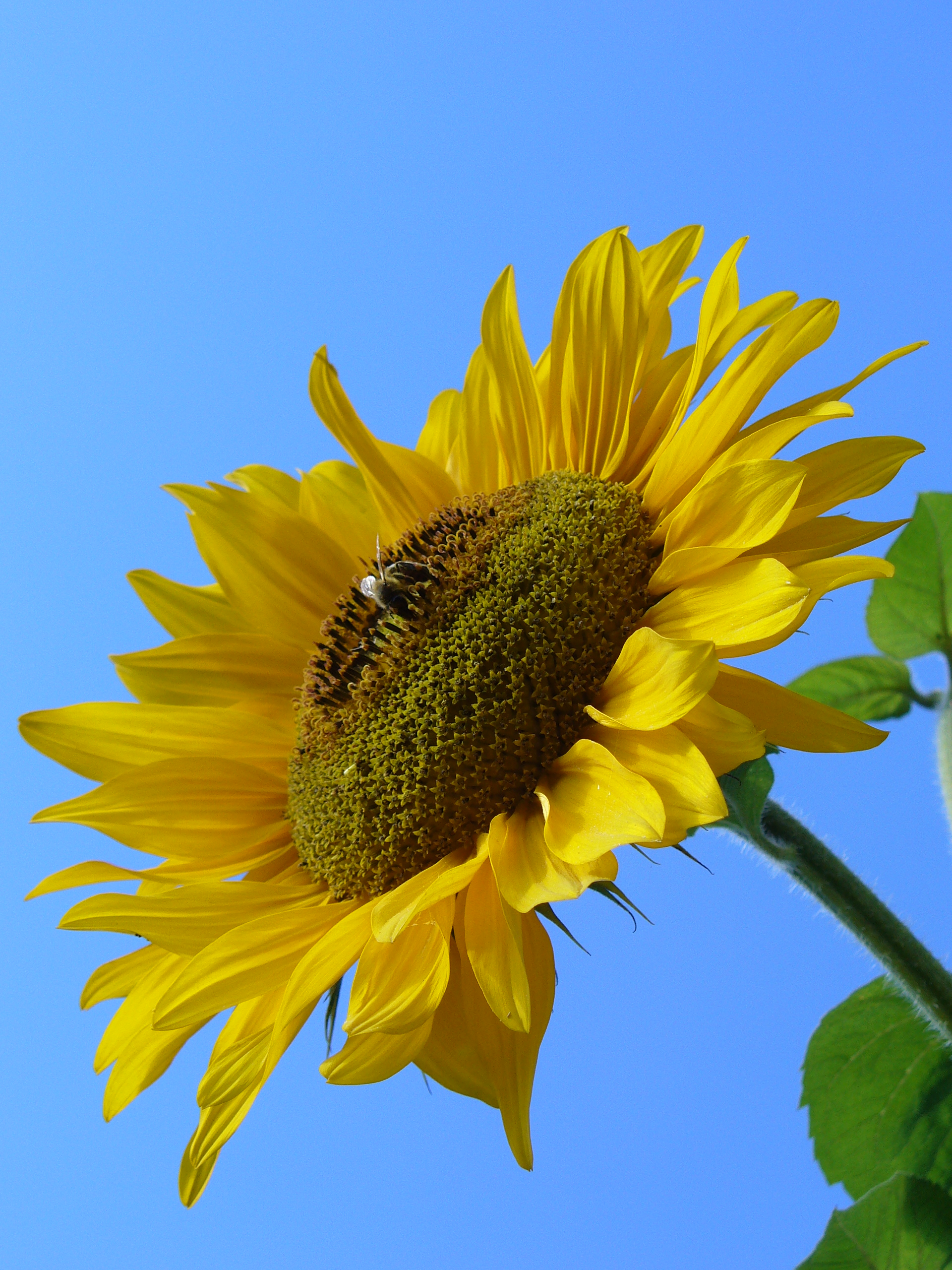
طبق آفتابگردان از دو نوع گلچه تشکیل شده‌است: گلچه‌های پرتوی نزدیک لبه به صورت دو طرفه متقارن با یک گلبرگ بلند و گلچه‌های دیسکی در مرکز به صورت شعاعی متقارن با پنج گلبرگ کوچک هستند.

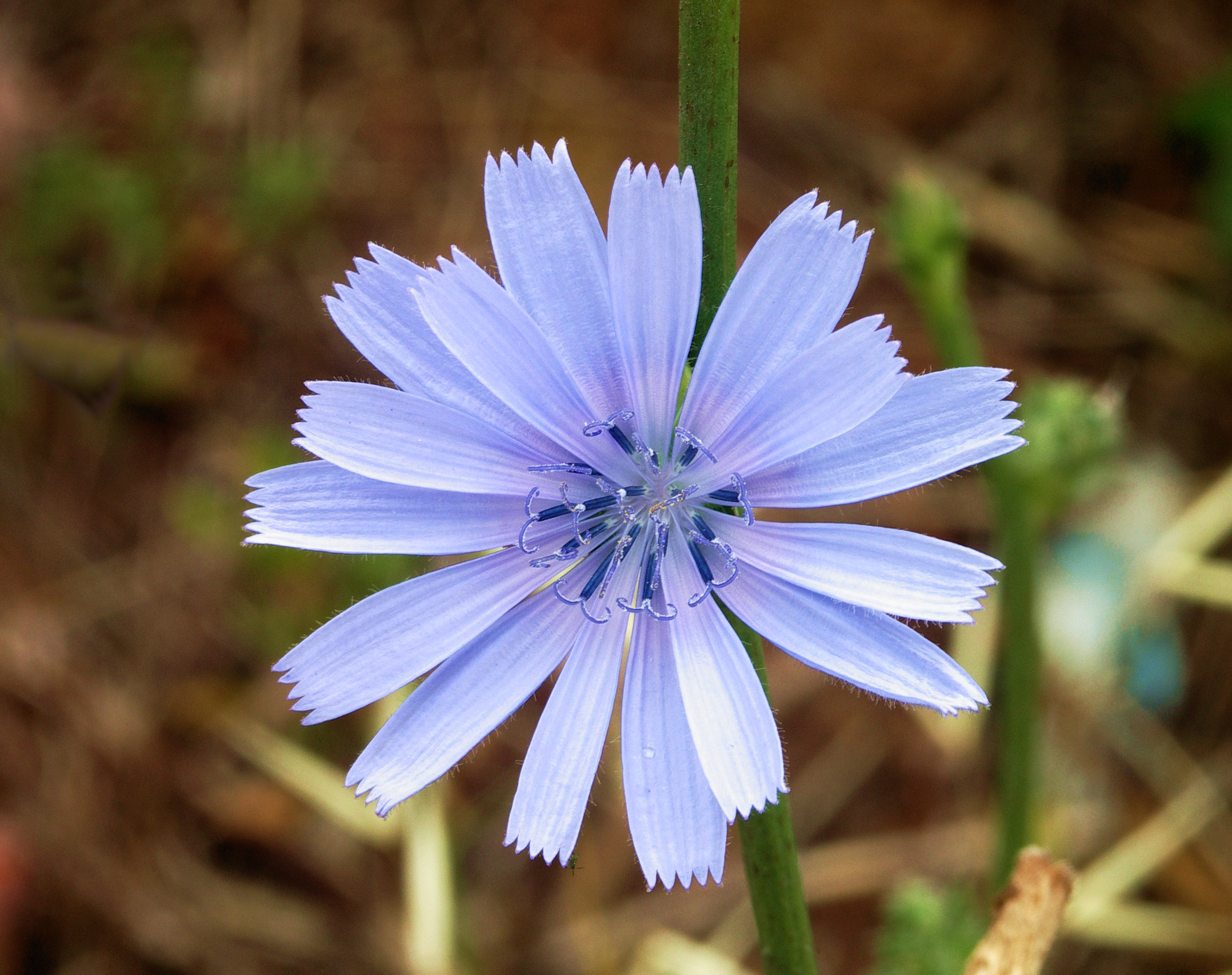
سر گل کاسنی همگام از گلچه‌های پرتوی متقارن دو طرفه تشکیل شده‌است که هر یک دارای یک گلبرگ بلند است.

همسان‌کامی (به انگلیسی: Homogamy) یا همرسی به همزمانی رسیدن یاخته‌های جنسی جورکامی (Isogamy) گفته می‌شود. دگرسان‌کامی (به انگلیسی: Heterogamy) یا ناهمرسی (ِDichogamy)، به ناهمسانی زمانی رسیدن یاخته‌های جنسی یا ناجورکامی (Anisogamy) گفته می‌شود.
در زیست‌شناسی به چهار معنای جداگانه به کار می‌رود:
- درون‌آمیزی را می‌توان همسان‌کامی نامید.
- همسان‌کامی یا همرسی به بلوغ همزمان اندام‌های تناسلی نر و ماده گفته می‌شود که به نرمادگی همزمان نیز معروف است و متضاد ناهمرسی است. بسیاری از گلها همگام به نظر می‌رسند، اما برخی از آنها ممکن است کاملاً از نظر عملکردی همگام نباشند، زیرا به دلایل مختلف تولید مثل نر و ماده کاملاً همپوشانی ندارند.[۱]
- در خانواده کاسنیان، طبق گل‌ها از گل‌های کوچک زیادی به نام گلچه‌ها تشکیل شده‌اند و همسان یا دگرسان هستند. سرهای همسان (Homogamous heads) تنها از یک نوع گلچه تشکیل شده‌اند، یا همه گلچه‌های پرتوی یا همه گلچه‌های دیسکی هستند. سرهای دگرسان (Heterogamous heads) از دو نوع گلچه تشکیل شده‌اند، گلچه‌های پرتوی نزدیک لبه و گلچه‌های دیسکی در مرکز.
- همسان‌کامی را می‌توان به عنوان شکلی برای انتخاب جفت بر اساس ویژگی‌هایی که در شریک جنسی مورد نظر است استفاده کرد.[۲]